# Михаило I Рангабе
Михаило I Рангабе (грч. Μιχαήλ Α΄ Ραγγαβέ — Михаил о Протос Рангабé; умро 11. јануара 844) био је византијски цар (811—813) који је Ахенским миром признао франачко Римско царство.
Михаило је био син патриција Теофилакта Рангабеа, адмирала Егејске флоте. Оженио се Прокопијом, кћерком логотета Нићифора. Пошто му је таст 802. постао цар Нићифор I, Михаило је именован куропалатом. После победа у рату који му је наметнуо бугарски каган Крум Нићифор је 811. упао у бугарску заседу и погинуо, а наследник Ставракије је тешко рањен и парализован.
Прокопија није успела наговорити цара Ставрикија да именује Михаила за наследника, па је иконодулско црквено вођство натерало цара да абдицира у Михаилову корист 2. октобра 811.
Михаило се показао као побожан и помирљив владар, по тврдњама свог савременика, хроничара Теофана Исповедника. Одустао је од дела пореза које је увео Нићифор I, издашно је финансирао војску и државну управу, а и Цркву. Прогонио је иконоборце, навео је патријарха Нићифора I да устукне у спору против Теодора, игумана манастира Студион.
Одмах по ступању на престо Михаило је обновио преговоре са Францима. За разлику од цара Нићифора I, који је 803. потписао мир не признајући Карлу Великом царску титулу, Михаило је 12. јануара 812. склопио Ахенски мир и њиме признао да је и Карло Велики „василевс“, (краљ),(али не и цар римског царства). За узврат је Карло признао Византији суверенитет над Венецијом, Истром, Далмацијом (острвима, те Задром, Трогиром, Сплитом, Дубровником и Котором на копну) и јужном Италијом.
Цар Михаило је 812. започиње прогон павликијанаца. На двору је организовао расправу о законитости смртне казне за јерес, и позива свештенике Теодора (који је био против) и Нићифора (који је био за).
Михаило је одбио Крумове услове за мир са Бугарима. У наставку ратовања, након почетних успеха, византијска војска је у Тракији близу Дринопоља била натерана у бекство у јуну 813. године. Да би предупредио већ започету заверу, Михаило је абдицирао, па га је наследио вођа завере, војсковођа Лав V Јерменин. Михаило се замонашио под именом Атанасије. Нови цар је дао ушкопити и замонашити све Михаилове синове, од којих је Игнатије (крсним именом Никита) доцније постао цариградски патријарх. Монах Атанасије умро је природном смрћу 11. јануара 844.